# Hidrocolpos
O hidrocolpos neonatal é uma anomalia congênita da vagina decorrente de má evolução do canal urogenital feminino. Normalmente, os ductos müllerianos se fundem para formar o útero, exceto nas porções superiores que vão se tornar trompas. Nas más formações, pode ocorrer surgimento de septação vaginal vedada em si pela não perfuração do hímen, o que causa acúmulo de secreção e consequênte aparecimento de um crescente corpo cístico..
O aspecto clínico é de uma bolsa de tecido inflada por líquido que aumenta de tamanho com o choro. Pode ou não ser acompanhada de hipertrofia do clitóris